# Римокатоличка црква Светог Мауриција
Римокатоличка црква Светог Мауриција је верска установа која се налази у Старчеву, на Тргу неолита, улици Матије Гупца 1-3. Посвећена је Светом Маурицију, заповеднику тебанске легије у 3. веку.

## Историјат
Према историјским подацима и црквеним записима католичка жупа у Старчеву је основана 1767. године, две године након оснивања панчевачкога пука на подручју Војне крајине. Како су први жупљани били већином војници Команда Војне границе се бринула за издржавање и финансијске потребе жупе. Тадашњи жупљани су углавном били Немци досељени из разних крајева западне Европе, Француске, Чешке, Тирола и Штајерске. У прво време хрватских досељеника није било пуно, али су убрзо и они почели пристизати, углавном из Лике, Кордуна и из околине Бихаћа па је по оснивању жупе отворена и школа где су деца учила на свом матерњем језику. Прва црква је зидана 1770, а спаљена 1788. године.
Друга је саграђена 1793. у част Светог Мауриција, али како је све мање одговарала потребама верника у Старчеву 1863. године је срушена и градња данашње цркве је започета. Војна команда је у ту сврху дала Старчеву 12.000 форинти, а остатак трошкова, грађевински материјал и његов превоз су сносили жупљани. Око 1870. године је градња завршена.
Данас црква садржи 445m², грађена је у класицистичком стилу са елементима барока. Налази се у једнобродној грађевини са полукружном апсидом и нартексом на западној страни изнад кога се на средини налази звоник, четири прозора и сат. Изнад главног олтара је насликана Тајна вечера, а на олтару на северном зиду уље на платну Свете Тројице из 1870. На улазу у цркву се са леве стране налази кип Богородице, а са десне олтар са кипом светог Антуна. Западна фасада цркве садржи портал и прозор, а са стране су по два пиластера. Бочне фасаде су украшене низом двојних пиластара између којих су распоређени прозорски отвори. У унутрашњости цркве главна олтарска преграда у апсиди има насликану композицију Светог Мауриција, уље на платну из 1926. године. Два нова звона су свечано освештана на јесен 2001. Стари барокни дрвени торањ је замењен бетонским 1956. године, а 2003. је обложен бакарним лимом. Последњи радови на спољашњости цркве су завршени 2007.
Римокатоличка црква Светог Мауриција административно припада Зрењанинској бискупији и једна је од ретких црква у Банату у којима се проповеда само на хрватском језику.